# Tethina albula
Tethina albula är en tvåvingeart som beskrevs av Friedrich Hermann Loew 1869. Tethina albula ingår i släktet Tethina och familjen Canacidae. Inga underarter finns listade i Catalogue of Life.